# 3884 Alferov
3884 Alferov eller 1977 EM1 är en asteroid i huvudbältet som upptäcktes den 13 mars 1977 av den rysk-sovjetiske astronomen Nikolaj Tjernych vid Krims astrofysiska observatorium på Krim. Den har fått sitt namn efter den sovjetiske fysikern Zjores Alfjorov.
Asteroiden har en diameter på ungefär 13 kilometer och den tillhör asteroidgruppen Themis.